# ファイト!川崎フロンターレ
ファイト!川崎フロンターレは、tvk（テレビ神奈川）で放送されていたJリーグ・川崎フロンターレ応援番組。愛称・略称は「ファイフロ」。

## 概要
放送が開始された1999年のころはJリーグ2部（J2）所属ということもあり、月2回更新（再放送が複数回あり）という変則的な番組で時間も15分と短く、レポーターもいなかったが、J1に昇格した翌2000年のシーズン直前から毎週金曜日22時放送の30分番組となり小池奈留美がレポーターとして登場した。
フロンターレがJ2に再降格した2001年以降も毎週放送されていたが、2003年4月から月1回ペースの放送に規模を縮小。タイトルを「ファイト!川崎フロンターレMonthly」に変更。原則として毎月第2金曜21:00からの放送とし、レポーターも安中都に交代した。
2005年にフロンターレがJ1に復帰したことに伴い4月から毎週放送に復活。タイトルも「ファイト!川崎フロンターレ」に戻り、金曜22:30からの30分番組となった。
2005年度はメインキャスターにフロンターレOBの浦上壮史、レポーターとして安中都を迎え、試合のダイジェストをはじめ、浦上がフロンターレの選手にインタビューする「ガミが聞く」等で構成されている。また、この年度からナレーターが木部祥太に交代した。
2006年からはレポーターが廣瀬なおみに交代。また浦上壮史が清水エスパルスのコーチに就任したことに伴い、前年に引退した久野智昭、相馬直樹（元サッカー日本代表）が出演することになった。
2008年からはレポーターが木口美和子に交代。本職はモデルのため台詞回しなどに難はあるものの、相馬直樹とのやり取りが一部では「夫婦漫才（のようだ）」と話題になった。
2015年からはtvkSKYタイム第2部として位置づけられている。
現在は木口と毎回ロケ先の子供たちとで「ファイト!川崎フロンターレ プラスアルファ」とタイトルコールをしていたが、2010年12月に木口が降板してからは行われなくなった。
Jリーグ連覇を果たしたフロンターレの最終節を放送した2018年の12月7日に、2005年から14年間ナレーターを担当した木部ショータが12月末を以て卒業する事を顔出しで発表した。
2019年1月から2021年12月まではレポーターが、高階亜理沙が担当し、2022年1月からはレポーターが新保里歩に交代している。
番組内のシーンを放映しながら「来週金曜日 夜10時30分をお楽しみに!!」というテロップを出して締める事になっている。
2025年1月31日の放送を以って終了。約24年間（前身番組を含むと約27年間）の歴史に幕を閉じた。

## 沿革
- 1997年 「めざせJリーグ　川崎フロンターレ」がtvk（テレビ神奈川）から放送開始。JFL所属。放送時間は15分間で、再放送あり。
- 1999年 「激闘!川崎フロンターレ」に番組名変更。J2所属。放送時間は15分間で、再放送あり。
- 2000年 J1に初昇格。「ファイト!川崎フロンターレ」となる。毎月第2金曜22:00から30分間。
- 2001年 J2に再降格。放送時間は変わらず。
- 2003年4月 - 2004年 月1回ペースの放送に規模を縮小し毎月第2金曜21:00から30分間。タイトルを「ファイト!川崎フロンターレMonthly」に変更
- 2005年 J1に復帰に伴い、4月に、番組タイトルを「ファイト!川崎フロンターレ」に変更。番組放送時間も毎週金曜22:30からの25分間に。
- 2017年 チームがJリーグで初優勝した為12月8日の放送で2005年から番組放送時間が毎週金曜22:30からの25分間になってからは初の5分拡大版を放送した。
- 2023年3月20日 同日から3月31日まで、tvk開局50周年記念イベントの一環として、期間限定で在京民放キー局5社が共同運営しているTVerでの配信を行った[1][2]。なお、本番組は日本テレビが運営している無料動画配信サービス「日テレ無料TADA!」に提供しており、TVerでは更にその供給を受ける形で配信されている。この経緯から、TVerでは日本テレビ系列の番組として扱われていた。
- 2025年1月31日 - この日をの放送を以って終了。

## コーナー
- 試合ハイライト：ホームゲームに関してはフロンターレの特命大使である中西哲生が試合内容の解説を行う。
- ヤンフロフラッシュ：MCリッキー（杉山力裕）を始めとした若手が司会を勤めるトーク、インタビューコーナー。ヤンフロのタイトル通り、若手選手が中心に出演。
- フロンターレ研究所 - フロンターレに関する調べてほしいことを募集し、それを調査する。

その他、選手インタビュー、練習の様子やホームタウン活動、週末の試合の告知など

## レポーター
- 2000年 小池奈留美
- 2003年1月 - 2006年1月 安中都
- 2005年1月 - 2006年1月 浦上壮史 安中都
- 2006年1月 - 2008年1月 廣瀬なおみ 久野智昭 相馬直樹
- 2008年1月 - 2010年12月 木口美和子
- 2011年1月 - 2012年12月 沖樹莉亜
- 2013年1月 - 2017年1月 木村朱美
- 2017年1月 - 2019年1月 川崎純情小町☆
- 2019年2月 - 2021年12月 高階亜理沙
- 2022年1月 - 2025年1月 新保里歩